# Эскадренные миноносцы типа «Король Седжон»
Эскадренные миноносцы типа «Король Седжон Великий» (кор. 세종대왕급 구축함, 世宗大王級驅逐艦, Sejong Daewang-geup Guchukham, Sechong Taewang'gŭp Kuch'ukham), известные также как эсминцы типа KDX-III — тип современных эскадренных миноносцев с управляемым ракетным оружием, состоящий на вооружении ВМС Южной Кореи. Эсминцы типа «Король Седжон» являются аналогом американских эсминцев УРО типа «Арли Бёрк». Всего построено 2 корабля этого типа («Король Седжон» (DDG-991), «Юльгок И И» (DDG-992)), ещё 1 эсминец: «Гвон Юль» (DDG-993) находится в постройке. Также планируется построить ещё 3 эсминца типа «Король Сёджон», однотипных первым 3 кораблям. В начале июня 2015 года стало известно о запросе Республикой Корея в Государственный Департамент США о приобретении 3 комплектов системы «Иджис», что убедительно свидетельствует о планах постройки ещё трёх эсминцев в ближайшее время.

## История строительства
Южная Корея стала третьей страной Азиатско-Тихоокеанского региона, принявшей на вооружение военные корабли с системой «Иджис». Первый южнокорейский эсминец типа «Король Седжон» (проект KDX-III), построенный с использованием технологий «Иджис», вступил в боевой состав ВМС Южной Кореи в 2007 году.

— Леонид Николаев. «Иджисы» расползаются как тараканы

## Энергетическая установка
Главная энергетическая установка включает четыре газотурбинных двигателя General Electric LM2500 общей мощностью 100 000 л. с.

## Вооружение
Две УВП Мark 41 (всего 80 ячеек, используемых под размещение ЗУР Стандарт-2 и ПЛУР ASROC), до 32 тактических ракет Hyunmoo III (аналог американской крылатых ракет «Томагавк»; 16 ПКР SSM-700K Hae Sung (установка планируется), 1х21 ЗРК самообороны RAM, 1х1 127-мм артиллерийская установка Mark 45 и 1х7 30-мм автомат «Goalkeeper», два вертолёта.
| Бортовой номер | Название      | Спущен              | Вступил в состав флота | Судоверфь                                  |
| -------------- | ------------- | ------------------- | ---------------------- | ------------------------------------------ |
| DDG 991        | Король Седжон | 25 мая 2007         | 22 декабря 2008        | Hyundai Heavy Industries                   |
| DDG 992        | Юльгок И И    | 14 ноября 2008      | 31 августа 2010        | Daewoo Shipbuilding and Marine Engineering |
| DDG 993        | Гвон Юль      | первый квартал 2010 | 30 августа 2012        | Hyundai Heavy Industries                   |